# Klitxi
Klitxi (en rus: Клычи) és un poble del krai de Perm, a Rússia, que en el cens del 2010 tenia 180 habitants. Es troba al marge esquerre del riu Xavka, afluent del riu Silva per la riba dreta.